# Teddy Thompson

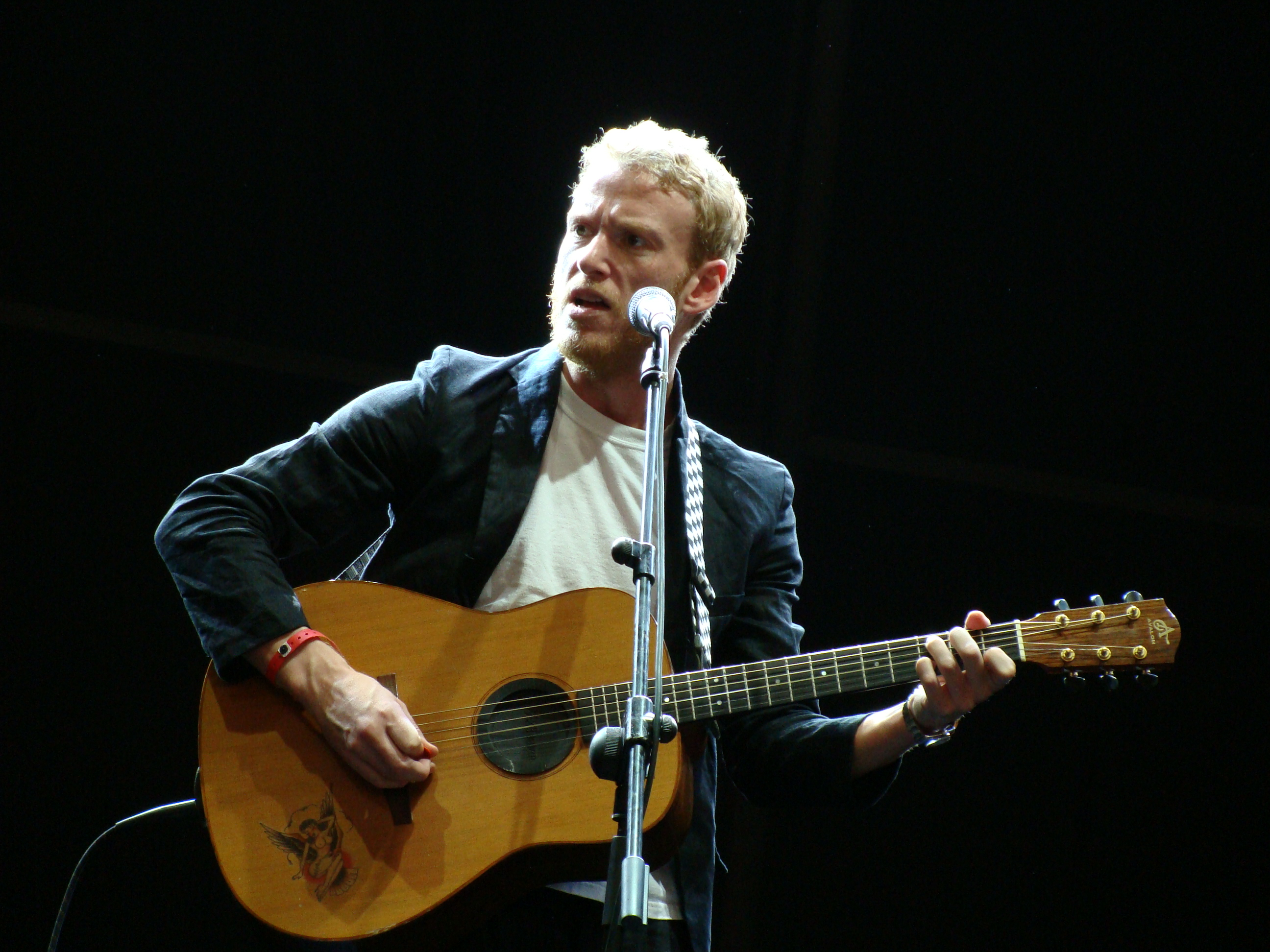
Teddy Thompson (2010)

Teddy Thompson (* 19. Februar 1976 in London) ist ein britischer Folk-Rock-Musiker (Gesang, Gitarre), Songwriter und Musikproduzent.
Der Sohn der britischen Folkrock-Musiker Richard und Linda Thompson wuchs mit seinen Eltern in einer Kommune auf. Er gründete als Jugendlicher eine eigene Band und ging 1998 nach Los Angeles, um dort eine Musikkarriere zu beginnen. Er begleitete seinen Vater auf Tourneen und wirkte an dessen Alben You? Me? Us? (1996), Celtschmerz (1998) und Mock Tudor (1999) als Gitarrist und Backgroundsänger mit. Am Comeback-Album Fashionable Late (2002) seiner Mutter war er ebenfalls als Gitarrist und Backgroundsänger sowie als Koproduzent beteiligt; außerdem leitete er bei der darauf folgenden Tournee ihre Band.
2000 erschien bei Virgin Records sein von Joe Henry produziertes Debütalbum Teddy Thompson. 2003 begleitete er die Sänger Rosanne Cash bei einer Tournee und bei der Aufnahme des Albums Rules of Travel. Im Eigenverlag gab er 2004 die EP Blunderbuss heraus. Es folgten Gastauftritte auf Alben von Rufus Wainwright, den Chieftains, Kate und Anna McGarrigle, Lee Feldman und Shawn Colvin, bevor 2006 beim Crossover-Label Verve Forecast sein zweites eigenes Album Separate Ways erschien. Es folgten Upfront & Down Low (2007), A Piece of What You Nee (2008), Bella (2011), im Jahr 2016 in Zusammenarbeit mit der Singer-Songwriterin Kelly Jones Little Windoes und 2020 Heartbreaker Please. Mit seinen Eltern, seiner Schwester Kami Thompson, seinem Halbbruder Jack Thompson und seinem Cousin Zack Hobbs produzierte er 2014 das Album Family. Er produzierte auch Dori Freemans Debütalbum (Dori Freeman, 2016) und ihre Alben Letters Never Read (2017) und Every Single Star (2019).